# Niente paura, c'è Alfred!
Niente paura, c'è Alfred! (小さなアヒルの大きな愛の物語 あひるのクワック?, Chīsana Ahiru no Ōkina ai no Monogatari Ahiru no Kwak, lett. "La grande storia d'amore di un piccolo papero: Kwak il papero"), conosciuto in tutto il mondo come Alfred J. Kwak, è un cartone animato per bambini creato nel 1989. Protagonista è Alfred, un simpatico papero giallo che indossa una sciarpa rossa. La serie venne inizialmente commissionata dalla VARA, basata su uno spettacolo teatrale di Herman van Veen, autore ed interprete anche della colonna sonora del cartone.

## Trama
Alfred Jodocus Kwak è il primo di una nidiata di sette paperotti, che vivono con i genitori Johan e Anna in un gigantesco zoccolo nel paese di Acqualandia. La loro felicità è però messa in pericolo da Roccodrillo e Ippo, due uomini d'affari che vogliono distruggere il loro habitat per far posto ad un parco divertimenti. Enrico la Talpa, il migliore amico di Johan offre quindi la propria ospitalità alla famiglia di Alfred la quale però, durante il viaggio, viene travolta da una macchina mentre attraversa una strada sotto il diluvio. Su quell'auto c'erano proprio Roccodrillo ed Ippo, contro cui Alfred si troverà più volte a lottare nel corso della serie, pur non conoscendo la responsabilità dei due. Questo tragico evento è proprio l'elemento che caratterizza il cartone animato, che contrariamente alle altre serie televisive per bambini, tratta temi eccezionalmente maturi e a volte tristi. Alfred viene quindi adottato e cresciuto dalla talpa Enrico, con cui vive.

## Sigla italiana
La sigla italiana, dal titolo Niente paura, c'è Alfred!, (testo di Alessandra Valeri Manera e musica di Carmelo Carucci) è cantata da Cristina D'Avena.

## Edizioni
L'elenco delle nazioni principali in cui è stato trasmesso:
| Nazione        | Titolo                                                   | Canale                          | Prima TV          |
| -------------- | -------------------------------------------------------- | ------------------------------- | ----------------- |
| Regno Unito    | Alfred Jodocus Kwak                                      | Channel 4                       |                   |
| Stati Uniti    | Little Duck's Big Love Story                             |                                 |                   |
| Paesi Bassi    | Alfred Jodocus Kwak                                      | VARA                            | 1989              |
| Polonia        | Alfred Jonatan Kwak                                      | TVP1, TVP2                      | 17 dicembre 1991  |
| Russia         | Приключения Альфреда Квака (Priklyuchenia Alfreda Kwaka) |                                 |                   |
| Danimarca      | Rasmus Rap                                               |                                 |                   |
| Arabia Saudita | آلفرد كواك (Alfred Kuwak)                                |                                 |                   |
| Germania       | Alfred Jodocus Kwak                                      | ZDF                             | 13 ottobre 1990   |
| Giappone       | あひるのクワック (Ahiru no Kuwakku)                      | TV Tokyo                        |                   |
| Israele        | שאלתיאל קוואק (Sha'al'ti'el Quack)                       | IBA1                            |                   |
| Italia         | Niente paura c'è Alfred!                                 | Italia 1 e Canale 5 (Fininvest) | 25 settembre 1990 |
| Norvegia       | Alfred Andreas Kvakk                                     | NRK                             |                   |
| Svezia         | Alfred Jeremias Kvack                                    | SVT, SR, TV4                    |                   |
| Finlandia      | Alfred Jodocus Kwak                                      | YLE                             | 1990              |
| Ungheria       | Alfréd a kacsa                                           | MT2, Minimax                    | 1993              |
| Spagna         | Alfred J. Kwak                                           | TVE                             |                   |

## Personaggi
Alfred J. Kwak (アルフレッド・ヨードカス・クワック?, Arufureddo Yōdokasu Kuwakku)
Doppiato da: Megumi Hayashibara (ed. giapponese), Davide Garbolino (ed. italiana)
È un papero, che da piccolo viveva in un gigante zoccolo con la sua famiglia, ed in seguito vive con il padre adottivo Enrico in una casa a forma di zoccolo; benché passi attraverso molti fatti tristi la sua canzone preferita è Oggi sono così felice
Enrico (ハンク?, Hanku, Henk in Giappone)
Doppiato da: Ken'ichi Ogata (ed. giapponese), Antonio Paiola (ed. italiana)
È una talpa, ed ha cresciuto Alfred dopo la morte della sua famiglia.
Pungolo Dolf (ドルフ?, Dorufu, Dolf in Giappone)
Doppiato da: Shigeru Chiba (ed. giapponese), Mario Scarabelli (ed. italiana)
È il nemico di Alfred, ed è il capo del Partito dei Corvi. È una figura bruta interessata solamente al potere; seppure indossi un'uniforme napoleonica, Dolf è chiaramente l'immagine di Adolf Hitler. Nasconde un segreto: sua madre era un tordo e lui se ne vergogna, tanto da tingersi di nero il becco giallo.
Roccodrillo
Doppiato da: Sergio Romanò (ed. italiana)
È un coccodrillo, un uomo d'affari e primo nemico di Alfred.
Ippo
Doppiato da: Alberto Sette (ed. italiana)
È un ippopotamo, un uomo d'affari e alleato di Roccodrillo.
Winnie (ウィニー?, Uinī)
Doppiata da: Yūko Kobayashi (ed. giapponese), Alessandra Karpoff (ed. italiana)
È una papera nera fidanzata con Alfred.
Professore Buffon (バフーン教授?, Bafūn kyōju)
Doppiato da: Takuzou Kamiyama (ed. giapponese), Pietro Ubaldi (ed. italiana)
È un orso polare con accento tedesco, nonché docente universitario interdisciplinare.
Capitano Stubble
Doppiato da: Paolo Marchese (ed .italiana)
Ollie (Ottavio) (オーリー?, Ōrī)
Doppiato da: Marco Balzarotti (ed. italiana)
È una cicogna, e il più intimo compagno di scuola di Alfred; studia per diventare un avvocato e, più tardi, dopo la sconfitta di Dolf, diventa il primo presidente eletto democraticamente di Acqualandia.
Rebecca
Doppiata da: Veronica Pivetti (ed. italiana)
È una gazza, un'altra amica di Alfred dai tempi della scuola; è incline a rubare oggetti luccicanti, caratteristica che spesso secca il suo amico.
Francesco Ferdinando (フランツ・フェルディナント?, Furantsu Ferudinanto)
Doppiato da: Pietro Ubaldi (ed. italiana)
È un leone, ed è il re di Acqualandia; è stato così chiamato come la reale figura storica di Francesco Ferdinando d'Asburgo-Este.
Lispel (リスプ?, Risupu)
Doppiato da: Marco Pagani (ed. italiana)
È un sinistro polpo che lavora come spia per il sindaco della città, e parla con la erre moscia.
Harry
Doppiato da: Flavio Arras (ed .italiana)

## Episodi
In originale la serie è composta da 52 episodi, mentre in Italia è stata divisa in due stagioni.
| Stagione         | Episodi | Prima TV USA | Pubblicazione Italia |
| ---------------- | ------- | ------------ | -------------------- |
| Prima stagione   | 26      | 1989         | 1990                 |
| Seconda stagione | 26      | 1989-1990    | 1990-1991            |

## Sequel
A cavallo tra il 2008 e il 2013, Herman van Veen, ideatore di Niente paura, c'è Alfred!, annunciò sul suo sito ufficiale la messa in lavorazione di un film e di una nuova serie animata ambedue in 3D, interamente incentrati sul "figlio" di Alfred e Winnie (questi ultimi relegati a personaggi secondari). Tali progetti sono stati cancellati per motivi sconosciuti.
Nel marzo 2011, solo nei Paesi Bassi è stato pubblicato un libro seguito canonico intitolato Alfred J. Kwak - Vader, tratto dall'omonima rappresentazione teatrale. L'autore è riconfermato essere van Veen mentre i disegni e le illustrazioni sono opera di Harald Siepermann, che aveva già lavorato al cartone originale. Nella sua trama, Alfred e Winnie sono felicemente sposati e diventati genitori di una nidiata di sette uova, ma un giorno sono state rubate da dei ratti al servizio del malvagio Dolf. Si scopre poi che la banda le hanno contrabbandate (insieme a uova di altre specie) in una regione di Groot Waterland popolata da aironi e cicogne, le quali se ne servono come cibo. I due protagonisti si recano quindi in quel luogo per ritrovarle e riportarle al loro nido sane e salve.